# Nabil Karoui

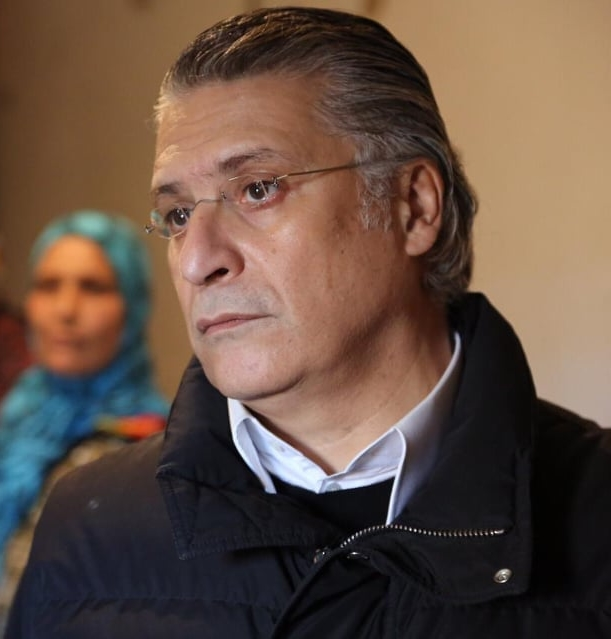
Retrato de Nabil Karoui

Nabil Karoui (em árabe: نبيل القروي, translit. Nabil Karoui; 1 de agosto de 1963) é um político e empresário tunisino. Uma das principais figuras tunisianas devido ao fato de controlar importante conglomerado de veículos de comunicação, Karoui é CEO da Karoui & Karoui World e proprietário da estação de televisão tunisiana Nessma.. 
Karoui concorreu como candidato nas eleições presidenciais da Tunísia de 2019, terminando em segundo lugar ao ser derrotado por Kaïs Saïed, político e ex-professor de direito constitucional..

## Carreira profissional
Karoui iniciou sua carreira em marketing e vendas em várias empresas multinacionais. Depois de trabalhar em vendas no sul da França para a Colgate-Palmolive, ele se juntou à equipe de vendas e marketing da Henkel. Enquanto estava empregado na Henkel, Karoui foi convidado a se juntar à equipe do  estúdio e distribuidor francês de cinema e televisão Canal + Group, no setor da empresa localizado na África do Norte; aí trabalharia por dois anos.
Nabil_Karoui, em 1996, com seu irmão Ghazi, fundou sua própria agência de comunicação, a KNRG.  Em 2002, os irmãos fundaram a firma de relações públicas Karoui & Karoui World. A empresa cresceu rapidamente, com escritórios no Oriente Médio e no Norte da África.
Paralelamente ao seu trabalho de relações públicas internacionais, Karoui expandiu seus negócios na Tunísia, criando subsidiárias em torno da produção audiovisual, mídia digital, publicidade e uma gravadora.  Em 2009, ele se tornou o chefe Nessma, canal de televisão comercial com sede na Tunísia, atualmente voltado para Tunísia, Marrocos, Argélia, Líbia e Mauritânia.
Como apoiador da União do Magrebe Árabe, Karoui queria usar o canal de televisão para demonstrar a viabilidade de um movimento do "Pan-Magrebe" com foco nas semelhanças culturais. Isso envolveu um foco no estilo musical da região do Magrebe e a transmissão de uma versão local da Star Academy, um concurso de talentos da música pop para a televisão.
No dia 25 de abril de 2019, equipamentos dos estúdios Nessma foram apreendidos pela Alta Autoridade Independente da Comunicação Audiovisual da Túnisia, que afirmou que o canal estava transmitindo sem licença desde 2014 e que a apreensão foi feita "após várias tentativas de solução com o canal" Em 23 de agosto, a Alta Autoridade Independente para a Comunicação Audiovisual e a Alta Autoridade Independente para Eleições proibiram a TV Nessma de cobrir as eleições presidenciais tunisinas de 2019.

## Carreira política
Em 30 de dezembro de 2010, durante o início da Revolução Tunisiana, o governo de Zine El Abidine Ben Ali impediu que a mídia noticiasse os distúrbios. Karoui usou sua posição na TV Nessma para iniciar um debate político sobre os protestos em andamento, fornecendo a alguns telespectadores suas primeiras informações na mídia local sobre os protestos.
Após a revolução, Karoui mudou a programação do canal de entretenimento para notícias, tornando-se uma das principais fontes de informação do país. Durante uma entrevista com o ex-político e protegido de Habib Bourguiba, Beji Caid Essebsi, Essebsi foi sugerido como um possível primeiro-ministro da Tunísia, um papel que Essebsi assumiria em fevereiro de 2011.
Em 7 de outubro de 2011, o filme Persépolis foi exibido na estação de televisão privada tunisiana Nessma. Um dia depois, uma manifestação se formou e marchou sobre a estação. O principal partido político islâmico da Tunísia, o Ennahda, condenou a exibição do filme. Nabil Karoui, o dono da TV Nessma, enfrentou julgamento em Túnis sob a acusação de "violar valores sagrados" e "perturbar a ordem pública". Ele foi considerado culpado e condenado a pagar uma multa de 2.400 dinares (US $ 1.700; £ 1.000), uma punição muito mais branda do que o previsto.  A Anistia Internacional afirmou que o processo penal contra Karoui era uma afronta à liberdade de expressão.

### Fundação do partido Nidaa Tounes
Após a vitória do partido político do movimento islâmico Ennahda nas eleições para a Assembleia Constituinte Tunisiana de 2011 , Karoui trabalhou com Beji Caid Essebsi e um pequeno grupo de personalidades políticas para desenvolver um contra-movimento político ao Ennahda. O partido, mais tarde denominado Nidaa Tounes, realizou algumas de suas primeiras reuniões no gabinete de Karoui, e a TV Nessma foi usado para mobilizar ativistas e eleitores para o partido.
Karoui foi elogiado por alguns por organizar um encontro em Paris entre Beji Caid Essebsi e o membro do partido Ennahda Rached Ghannouchi, surpreendendo os observadores e diminuindo a tensão entre os islâmicos e os secularistas na Tunísia. Karoui viria a acompanhar Essebsi em uma viagem à Argélia, embora alguns especialistas o criticassem por sua ambição, impaciência e intriga.
Em menos de dois anos, o Nidaa Tounes tornou-se um dos maiores partidos políticos do país, vencendo as eleições parlamentares tunisinas de 2014. A empresa de comunicações de Karoui, Karoui & Karoui, foi fundamental na execução da campanha eleitoral para Nidaa Tounes. Durante a eleição presidencial da Tunísia de 2014, a empresa foi a fornecedora de serviços visuais para a campanha de Beji Caid Essebsi.
Enquanto estava sendo investigado pela Alta Autoridade Independente para a Comunicação Audiovisual em 2015 por seu papel na campanha de Nidaa Tounes, ele trabalhou com Hafedh Caid Essebsi, filho do presidente, na campanha de Essebsi pela liderança de Nidaa Tounes. Depois de ajudar a remover Mohsen Marzouk da liderança interna do partido, Karoui tornou-se membro do conselho executivo do partido e deixou seu cargo na TV Nessma.
Todavia, desentendimentos com Hafedh Caid Essebsi, levaram Nabil Karoui a deixar o partido em abril de 2017.

### A campanha presidencial de 2019 e a fundação do partido Coração da Tunísia
Em junho de 2019, Karoui anunciou sua candidatura às eleições presidenciais da Tunísia de 2019, rapidamente ultrapassando seus oponentes nas pesquisas de opinião. Em 18 de junho de 2019, o parlamento aprovou emendas à lei eleitoral do país, o que foi entendido por simpatizantes de Karoui como uma forma de impedir que ele e outros candidatos concorressem às eleições. As emendas proibiram aqueles com antecedentes criminais, bem como aqueles que dirigiram organizações de caridade ou receberam financiamento estrangeiro para publicidade política no ano anterior a uma eleição, de se candidatarem. Em 25 de junho, membros de Nidaa Tounes e do partido Frente Popular entraram com uma moção no Parlamento chamando a ação de inconstitucional. Naquele mesmo dia, Karoui fundou um novo partido, de ideologia de centro, chamado Qalb Tounes (Coração da Tunísia).
Em julho de 2019, o Qalb Tounes apresentou seus candidatos para as eleições parlamentares tunisinas de 2019 em 33 distritos eleitorais. A lista eleitoral do partido incluía oito mulheres e 25 homens, incluindo antigos integrantes do partido Nidaa Tounes como o política e desportista Ridha Charfeddine. Apesar da prisão anterior de Karoui, sua candidatura foi autorizada, já que ele ainda não foi condenado pelos tribunais. Seu partido conquistou o segundo lugar, atrás apenas do Ennahdha .
Em segundo lugar no primeiro turno, passou para enfrentar Kaïs Saïed no segundo turno, disputado em meados de outubro. Karoui acabaria ficando em segundo lugar no segundo turno também.

## Controvérsias
Os oponentes têm criticado a consolidação de Karoui do panorama da mídia tunisiana e as intenções de suas atividades de caridade, frequentemente se referindo a ele como o "Silvio Berlusconi tunisiano ", em referência ao polêmico político e empresário da mídia italiano.
Em 2016, a ONG I-Watch acusou Karoui de lavagem de dinheiro e peculato por meio de uma empresa de fachada estrangeira. Uma gravação de 2017 vazou de Karoui atacando a organização, chamando-os de "traidores", "agentes estrangeiros" e conclamando sua equipe a apresentar relatórios falsos contra eles.
Além disso, as ligações de Karoui com os militares argelinos e o islâmico líbio Abdelhakim Belhaj foram questionadas.
Em 8 de julho de 2019, Karoui e seu irmão Ghazi foram acusados de lavagem de dinheiro em torno das alegações de 2016. Seus bens foram congelados e ambos foram proibidos de deixar o país.  Ele foi preso em 23 de agosto na sequência de um mandado do Tribunal de Recurso de Tunis.ref>«En Tunisie, l'arrestation du candidat Nabil Karoui bouleverse la campagne présidentielle». Le Monde (em francês). 23 de agosto de 2019. ISSN 0395-2037. Consultado em 24 de agosto de 2019.</ref> Um comunicado de Nidaa Tounes referiu-se à prisão como "práticas fascistas".
No entanto, a empresa de Ari Ben-Menashe, Dickens & Madson, alegou que havia feito lobby para conseguir uma reunião de Karoui com o presidente dos EUA, Donald Trump, e o presidente russo, Vladimir Putin, em 15 de setembro, antes do primeiro turno das eleições presidenciais. Mais tarde, o advogado de Karoui confirmou que não há conexão entre Karoui e aquela empresa.
Em 9 de outubro, ele foi libertado da prisão, antes do segundo turno das eleições presidenciais.
Em 24 de dezembro de 2020, um juiz tunisino ordenou a detenção de Karoui por suspeita de corrupção financeira. A agência de notícias estatal Tunis Afrique Presse disse que Karoui enfrentaria acusações de evasão fiscal e lavagem de dinheiro. Mais tarde, ele foi libertado da prisão em junho de 2021. [42]

## Vida pessoal
Karoui tem quatro filhos, 3 filhos e uma filha. [43] Seu filho Khalil foi morto em 21 de agosto de 2016 em um acidente de carro perto de Gammarth aos 19 anos. Karoui estabeleceu a instituição de caridade "Khalil Tounes" em memória de seu filho.